# Primera División 1975 (Chili)
In 1975 werd het 43ste seizoen gespeeld van de Primera División, de hoogste voetbalklasse van Chili. Unión Española werd kampioen.  

## Eindstand
| Plaats | Club                 | Wed. | W  | G  | V  | Saldo | Ptn. |
| ------ | -------------------- | ---- | -- | -- | -- | ----- | ---- |
| 1      | Unión Española       | 34   | 20 | 10 | 4  | 76:36 | 50   |
| 2      | Deportes Concepción  | 34   | 20 | 8  | 6  | 56:30 | 48   |
| 3      | Huachipato           | 34   | 18 | 6  | 10 | 57:40 | 42   |
| 4      | Green Cross-Temuco   | 34   | 15 | 12 | 7  | 51:38 | 42   |
| 5      | Palestino            | 34   | 13 | 13 | 8  | 66:49 | 39   |
| 6      | Colo-Colo            | 34   | 16 | 7  | 11 | 56:44 | 39   |
| 7      | Lota Schwager        | 34   | 14 | 9  | 11 | 44:46 | 37   |
| 8      | Santiago Morning (P) | 34   | 13 | 7  | 14 | 59:68 | 33   |
| 9      | Regional Antofagasta | 34   | 9  | 13 | 12 | 64:62 | 31   |
| 10     | Santiago Wanderers   | 34   | 9  | 12 | 13 | 33:43 | 30   |
| 11     | Deportes La Serena   | 34   | 11 | 8  | 15 | 50:61 | 30   |
| 12     | Everton (P)          | 34   | 8  | 13 | 13 | 57:59 | 29   |
| 13     | Universidad de Chile | 34   | 10 | 9  | 15 | 50:56 | 29   |
| 14     | Naval                | 34   | 9  | 11 | 14 | 32:47 | 29   |
| 15     | Rangers              | 34   | 9  | 9  | 16 | 50:66 | 27   |
| 16     | Magallanes           | 34   | 9  | 8  | 17 | 45:65 | 26   |
| 17     | Deportes Aviación    | 34   | 8  | 10 | 16 | 40:63 | 26   |
| 18     | O'Higgins            | 34   | 8  | 9  | 17 | 46:59 | 25   |

|     | Kampioen, gekwalificeerd voor Copa Libertadores 1975 |
|     | Gekwalificeerd voor Pre-Libertadores                 |
|     | Degradatie play-off                                  |
|     | Degradatie                                           |
| (P) | Promovendus                                          |

### Degradatie play-off
|  |                   |       |            |  |
|  | Deportes Aviación | 1 – 0 | Magallanes |  |
|  |                   |       |            |  |

## Pre-Libertadores
| Plaats | Club                | Wed. | W | G | V | Saldo | Ptn. |
| ------ | ------------------- | ---- | - | - | - | ----- | ---- |
| 1      | Palestino           | 3    | 1 | 2 | 0 | 6:4   | 4    |
| 2      | Deportes Concepción | 3    | 1 | 1 | 1 | 4:4   | 3    |
| 3      | Huachipato          | 3    | 1 | 1 | 1 | 3:3   | 3    |
| 4      | Green Cross-Temuco  | 3    | 0 | 2 | 1 | 3:5   | 2    |

|  | Gewkalificeerd voor Copa Libertadores 1976 |

## Topschutters
| Speler           | Speler         | Goals | Club             |
| ---------------- | -------------- | ----- | ---------------- |
| Bandera de Chile | Victor Pizarro | 27    | Santiago Morning |